# یواس‌سی و جی‌اس مک‌آرتور (۱۸۷۴)
یواس‌سی و جی‌اس مک‌آرتور (۱۸۷۴) (به انگلیسی: USC&GS McArthur (1874)) یک کشتی است که طول آن ۱۲۱٫۵ فوت (۳۷٫۰ متر) می‌باشد. این کشتی در سال ۱۸۷۴ ساخته شد.